# Taubes Gestein

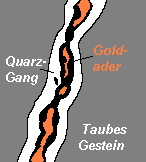
Quarz-Gang mit Gangart (weiß-schwarz) und Goldäderchen (orange) in taubem Nebengestein (grau), schematischer Schnitt

Taubes Gestein, auch Masse (insbesondere im Steinkohlebergbau), Abraum, Zwischenmittel (im Tagebau), Scheidewerk oder Nebengestein (im Erzbergbau) genannt, bezeichnet in der Bergmannssprache nicht verwertbares Gestein.
Um Erzlagerstätten abzubauen, lässt es sich nicht vermeiden, auch das darum liegende Gestein mit abzutragen. Außerdem sind für den Bergwerksbetrieb zahlreiche Schächte nötig, um zu den Erzadern vorzudringen.
Auch Kohleflöze sind meist nicht scharf begrenzt, oder es ist taubes Gestein mit eingelagert, das beim Abbau mit anfällt. Die Berge müssen dann in der Kohlenwäsche von der Kohle getrennt werden.
Ebenso muss beim Tagebau erst das Deckgebirge abgeräumt werden, um an die Kohle zu kommen. Somit fällt bei jedem Abbau taubes Gestein an, das dann auf Halde gelagert wird. Teilweise wird dieses Material wieder zur Verfüllung der Schächte oder der Tagebaurestlöcher benutzt.
Im Erzbergbau erfordert es die Kunst der Bergleute, möglichst schon beim Abbau für eine saubere Trennung von Erz und taubem Gestein zu sorgen, um beim Verhüttungsprozess einen geringen Schlackeanteil zu erhalten.
Je nach Wert und Verfügbarkeit des zu gewinnenden Metalls ist ein Erzgehalt von mehr als 50 % bei Eisenerzen bis hin zu wenigen Parts per million bei z. B. Gold lohnend.
Alte Gesteinshalden werden zu späterer Zeit teilweise wieder aufgearbeitet, da in ihnen enthaltene, mit den ehemaligen Methoden nicht abscheidbare Erze inzwischen wirtschaftlich zu gewinnen sind.
Bergematerial, Scheidewerk, Nebengestein oder anderes taubes Gestein ist nicht mit Gangart zu verwechseln. Während taubes Gestein abgetragen werden muss, um an das Erz selbst zu gelangen, wonach es direkt, ohne weitere Verarbeitung, in Halden aufgeschüttet wird, ist Gangart ein begleitendes, nicht abbauwürdiges Mineral und wird erst in der Erzaufbereitungsanlage von den wirtschaftlich interessanten Erzmineralen getrennt. Die nach der Aufbereitung verbleibenden nicht nutzbaren Reste nennt man Tailings.